# Font-rabiosa
Font-rabiosa (['funrəβi'uzə], estàndard ['fonrəβi'ozə], oficialment en francès, Fontrabiouse o Fontrabiouse - Espousouille) és una comuna nord-catalana de la comarca del Capcir. El terme inclou el poble d'Esposolla.

## Etimologia
Joan Coromines explica en el seu Onomasticon Cataloniae que el topònim Font-rabiosa és un topònim compost, amb el primer component procedent del mot comú romànic font, procedent del llatí fontem, mot a bastament conegut, i el segon també de l'adjectiu comú rabiosa, també prou conegut de tothom. Sens dubte es refereix a la força amb què brollava l'aigua en aquest lloc.

## Geografia

### Localització i característiques generals del terme

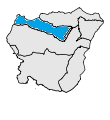
Situació de la comuna de Font-rabiosa en el Capcir

El terme comunal de Font-rabiosa, de 155.700 hectàrees d'extensió és situat al nord-oest d'aquesta comarca. És al límit, pel nord-oest i nord, amb el parçan del País de Foix, comunes d'Orlun, Artigues i el Pla, mentre que la resta de termenals són amb dues altres comunes capcineses, Formiguera i Puigbalador.
És un terme estret i allargassat d'oest a est, lleugerament inclinat cap al nord a l'extrem de ponent i, per contra, cap al sud en el de llevant, on el terme és a la plana mateixa de l'Aude, a prop de l'Embassament de Puigbalador, al qual, però, no arriba a tocar perquè l'en separa una estreta llenca del terme comunal de Puigbalador.
L'extrem occidental del terme és el circ complet on s'origina la Galba, un circ que s'origina al sud a la Serra dels Serrats Verds, i continua cap a l'oest pujant per aquest serrat fins al Puig de Terrers, de 2.529,7 m alt, tot seguit gira cap al nord fins al Coll de Terrers, a 2.407,3, i tot seguit cap al vessant de llevant de Pic de Recantons, de 2.461 (el cim del qual, però, queda fora de la comuna de Font-rabiosa), continua cap a la Portella d'Orlú, a 2.278,6, continua per la Serra de Vallbona, que dibuixa un arc cap a llevant fins al Pic de Baixollada, de 2.504,8. Completen aquest circ, ara ja en direcció est, la Portella del Llaurentí, a 2.344, i el Pic de la Tribuna, de 2.493,5. Tot seguit, i més a llevant, hi ha encara el Puig del Pla de Bernat i el Serrat dels Clots de l'Euga, que tanca el límit amb el País de Foix i comença el termenal amb Puigbalador.
La resta del terme és una vall completa, la del Rec dels Escugots, més endavant anomenat el Torrent i que s'aboca en el Rec del Cirerol a l'extrem nord-est del terme, poc abans d'arribar a l'Embassament de Puigbalador. Aquesta vall és situada a la zona central del terme i al nord de l'altra vall, la del Galba. Aquesta altra vall pertany a Font-rabiosa en la seva meitat septentrional, atès que la meitat meridional pertany al terme veí de Formiguera a partir de la Jaça de les Formigues, al sud del terme. La màxima altitud és el ja esmentat Pic de Terrers, de 2.529,7 m alt, mentre que el punt més baix és al nord-est del terme, en el moment que el Rec del Cirerol abandona el terme de Font-rabiosa, poc abans d'abocar-se a l'Embassament de Puigbalador, a 1.428,6. El poble de Font-rabiosa és a 1.487,2 i el d'Esposolla, a 1.522,5.
Termes municipals limítrofs:
| Artigues / El Pla (Donasà) |  | Puigbalador |
| Orlun (Sabartès)           |  |             |
|                            |  | Formiguera  |

### El poble de Font-rabiosa

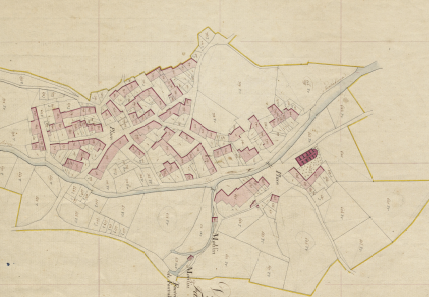
Font-rabiosa en el Cadastre Napoleònic del 1812 (Arxius Departamentals dels Pirineus Orientals, ADPO)

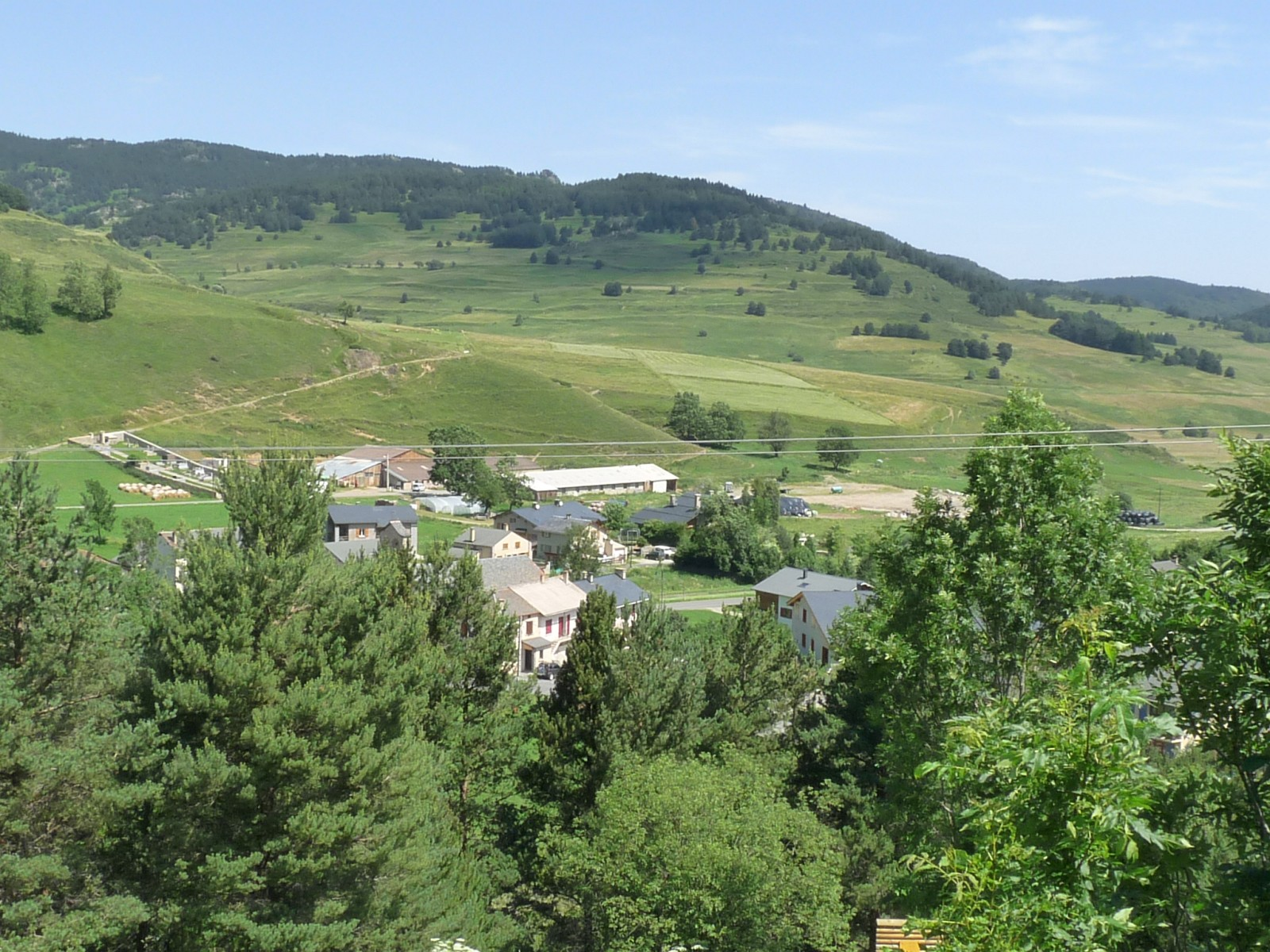
El poble de Font-rabiosa

El poble de Font-rabiosa és en el sector més oriental de la comuna de Font-rabiosa. La major part del poble és a l'esquerra del Torrent, llevat de l'església parroquial de Sant Sebastià de Font-rabiosa, que és just a la vora dreta d'aquest curs d'aigua. El poble es troba en el punt de connexió de la plana de l'Aude amb les muntanyes del sector occidental del terme. És un grup de cases força reduït, reduït a mitja dotzena de carrers, amb les cases poc agrupades.
A prop al sud del poble es troba la Cova de Font-rabiosa, motiu d'atractiu turístic, i una mica més lluny, al límit del terme amb Formiguera al sud-est del poble de Font-rabiosa i al nord-est del d'Esposolla, hi ha el Pont de Galba, romànic, damunt del riu del mateix nom, però que és al límit dels termes de Formiguera i de Puigbalador.

### Esposolla

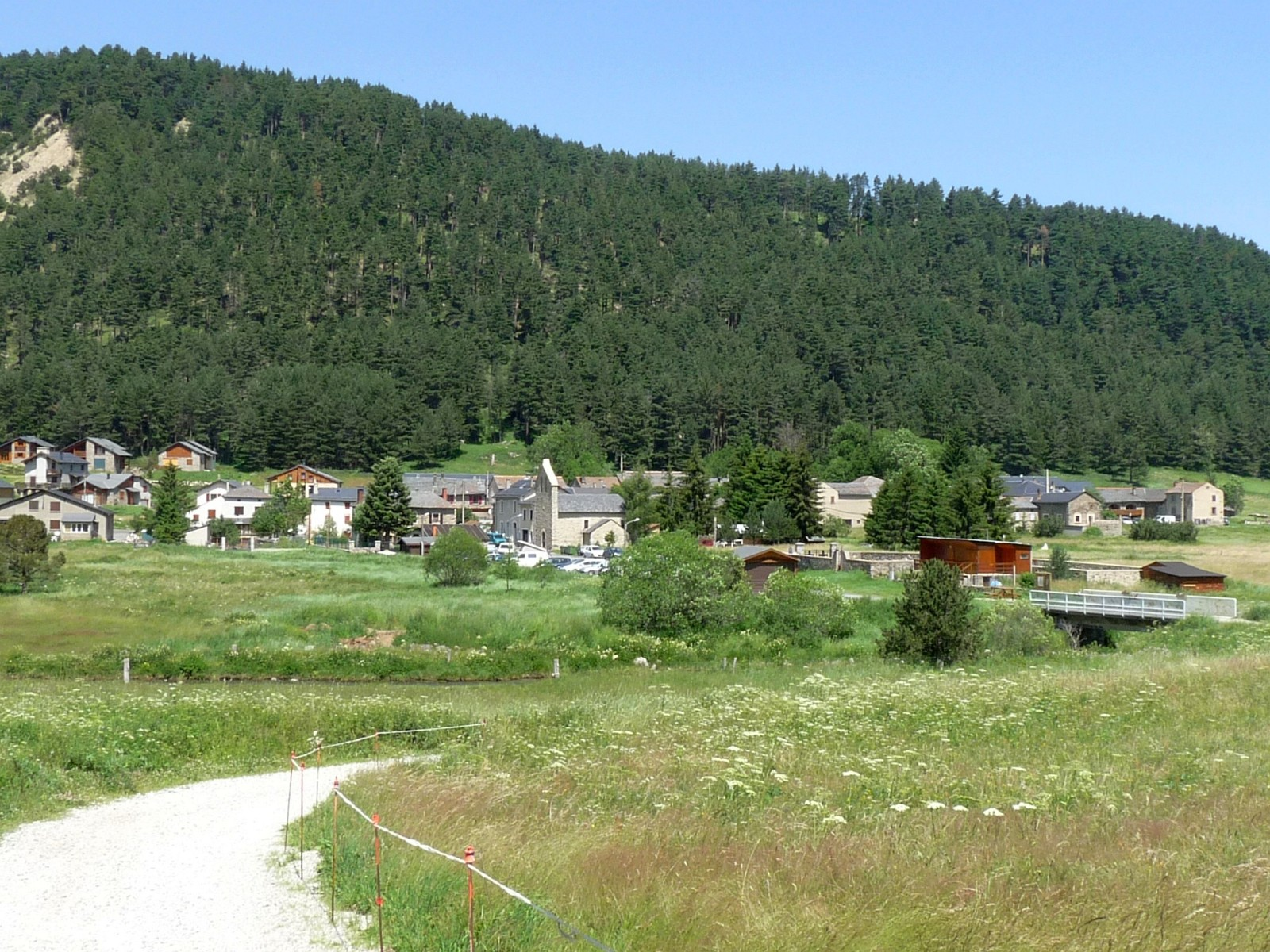
Esposolla des del sud

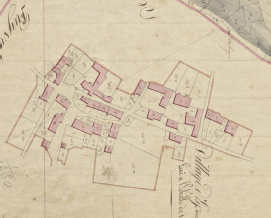
Esposolla en el Cadastre Napoleònic del 1812 (ADPO)

El poble d'Esposolla està situat a l'extrem sud-est del terme de Font-rabiosa, a l'esquerra del Galba. És d'una mida semblant al poble cap de la comuna, però en els darrers anys està lleugerament per damunt en volum de població. És un poble no del tot agrupat, amb l'església de Santa Maria a l'extrem sud-oriental del nucli de població. És una església d'origen romànic, amb absis semicircular, si bé molt afectada per reformes posteriors amb el pas dels segles. Esposolla ha estat sempre un agregat de Font-rabiosa.
A Esposolla hi ha un Alberg de muntanya i d'etapa; és el punt de partida de la major part d'excursions cap a la vall del Galba.

### La Cova de Font-rabiosa
La Cova de Font-rabiosa està situada a prop al sud del poble d'aquest nom. Fou oberta el 1983 per al públic en general, i és oberta quasi tot l'any per al turisme, del qual constitueix un clar reclam.

### Els masos del terme
En el terme de Font-rabiosa no hi ha masos dispersos, però sí algunes construccions pròpies d'un país de muntanya. S'hi troben algunes barraques: la de la Jaça de Naut, la de la Jaceta, la del Pastor del Pla dels Escugots, la del Roc Roig, les Barraques de la Jaça de Baix, o Corral dels Porcs, les de la Jaça de la Llosa, els cortals de l'Esquener, del Magret, abans Cortals de Camp Llong, que són en ruïnes, del Minguet, o Cortal Subiela, el Llepaset, el Pujol, o Pubill, i el Vergers.
A més dels dos pobles, Font-rabiosa i Esposolla, hi havia hagut un tercer poble, Galba, ara desaparegut. Era a prop d'Esposolla, vall de Galba endins. D'altres construccions aïllades són la Creu, o Creu de Ferro, al sud-est de Font-rabiosa, el Molí d'Esposolla i els ponts de la Passada, de les Molines, dels Plans de l'Orriet i d'Esposolla.

### Hidrònims

#### Cursos d'aigua
Les característiques geogràfiques del terme de Font-rabiosa fan que hi hagi un nombre bastant limitat de cursos d'aigua. Al sud, el riu Galba, que només té afluents rellevants a la capçalera: Rec dels Serrats Verds, o Còrrec dels Serrats, Rec del Bac de la Portella, Rec de l'Estany, Rec de Font Clara, la Llissa Gran, el Rec de la Jaça de les Barreres, els Reguets, o les Llisses de la Solana de Vall de Galba, el Fontanal dels Reguers i el Rec dels Clots de Bidet, o del Clot de Naut, amb el Rec de la Font del Pla dels Escugots i el del Clot del Mig. Al llarg dels cursos mitjà i baix, ja no rep cap altre afluent important.
Més al nord es troba el Rec dels Escugots, que rep l'afluència del Rec del Serrat del Bosc Negre, el Rec del Clot d'en Caborler, el Rec dels Solanets, que hi aflueix ja en el poble de Font-rabiosa, quan ja s'anomena, simplement, el Torrent, el Rec de les Ferreres, que hi arriba a l'extrem de llevant del mateix poble. Poc després, el mateix curs d'aigua, ara denominat Ribera de Font-rabiosa, s'aboca en la Ribera de Riutort per anar a parar poc després, ja fora del terme de Font-rabiosa, a l'Embassament de Puigbalador. A part, hi havia el Rial de Males, nom antic ara il·localitzat.

#### Estanys
La zona occidental del terme, molt accidentada orogràficament, és rica en estanys de muntanya. S'hi troben l'estany anomenat les Bassetes, l'Estany de la Portella, o Estany Negre, l'Estany de la Portella d'Orlú, els Estanyols del Solà de la Portella i els Estanyols de la Portella.

#### Canals d'irrigació
Cal esmentar entre aquests canals el Rec del Bidet,

### Orònims
Els topònims del terme de Font-rabiosa mostren d'una banda formes de relleu específiques, i de l'altra, espais geogràfics concrets. Així, hi trobem obagues, com el Bac, el Bac de la Portella, abans Pasquers Reials del Bac de la Portella, el Bac de Camp Llong i el Baquet, abans Pasquers Comunals del Baquet; boscs, com el Bosc Comunal del Pla dels Escugots, Bosc Comunal del Solà d'Esposolla, o, simplement el Solà o el Solà d'Esposolla, el Bosc Estatal de Vall de Galba, abans Pasquers Reials, ara tots ells units en el Bosc Comunal de Font-rabiosa - Esposolla i dividits en dos boscos sectorials: el Bosc Sectorial d'Esposolla i el Bosc Sectorial de Font-rabiosa, amb una distribució diferent de la inicial; clots, com el Clot de Baix, el Clot del Mig, el Clot de Naut i els Clots d'en Caborler; colls i portelles, com el Coll de Terrers, el Collet d'en Caborler, la Portella de Botadiol, la Portella del Llorentí, la Portella d'Orlú; coves, com la Cova de Font-rabiosa; muntanyes, com el Pic de la Tribuna, el Puig o Pic de Baixollada, el Pic o Puig del Pla de Bernat, el Pic dels Recantons, el Puig de Terrers, o Pic de Terrers, el cim del qual és fora del terme de Font-rabiosa, el Roc de Fontviva, el Roc de Querubí; planes, com el Pla de Bernat, el Pla de Camp Llong, el Pla dels Escugots, la Plana, el Planàs i els Plans de l'Orriet; roques destacades, com el Roc Negre, el Roc Roig i les Roques; serres i serrats, com la Serra del Roc de Querubí, la Serra del Solà d'Esposolla, la Serra dels Castellets, la Serra dels Serrats Verds, la Serra de Morters, la Serra de Vallbona, el Serrat de la Fajosa, el Serrat de la Llissa Cremada, o Serra del Clot del Bidet, el Serrat de la Plana, el Serrat de la Portella de Botadiol, el Serrat del Bosc Negre, o del Peiró, el Serrat de Cirerol, el Serrat del Clot de l'Egua, els Serrats Verds; solanes, com el Solà de la Portella, abans Pasquers Reials del Solà de la Portella, la Solana de Vall de Galba, abans Pasquers Reials del Solà de Vall de Galba, els Solanets, i valls, com la Vall de Galba.

### El terme comunal
Les partides o indrets específics del terme de Font-rabiosa són l'Abeurador, la Balosa, les Bosigues, les Bosigues de Sus la Molina, els Botassis, els Camps de les Parets Petites, els Camps dels Orris, els Camps del Tom, els Camps Grans, els Camps Llargs, els Carbis, els Castellets, la Caussina, les Closes (dues de diferents), els Closets, el Colomer, el Cortal del Magret, el Cortal Pujol, la Cortasella, els Cotius de Camp Llong, els Cotius de Sus la Molina, la Creu, la Devesa, Entremig les Aigües, les Escorones, o Corones, els Esquerots, els Estanyols, les Feoxes del Bac, les Ferreres de Baix, les Ferreres de Dalt, els Ibos, abans, els Gibols, la Jaça, la Jaça de Baix, la Jaça de la Llosa, la Jaça de les Barreres, la Jaça de Naut, la Jaceta, els Llissots, les Lloses, la Mata de Formiguera (nom antic), la Molina, els Oms, el Pas del Forn, Pasquers Comunals del Clot del Bidet (nom antic), la Passada, la Passadeta, la Peira Vessa, els Peirons, els Pradets, el Prat del Pal i la Riba Planera.

#### Senyals termenals
Els senyals termenals que delimiten el terme de Font-rabiosa són les Creus dels Esquerots, la Fita de les Ferreres de Baix, la Pedra Llarga, el Roc, el Roc de Fontviva, el Roc de la Portella, el Roc de la Tira del Bac, el Roc del Collet d'en Caborler, el Roc de l'Escaputxat, el Roc del Serrat del Cirerol i els Rocs de les Bosigues.

## Transports i comunicacions

### Carreteres
Pel terme de Formiguera tan sols passen dues carreteres departamentals, totes dues variants de la D - 32 (D - 118, a la Llaguna - D - 118, a Formiguera), i que passen pel sector més oriental del terme. Des d'aquest darrer lloc arrenca cap a ponent la carretera D - 32b (D - 118, a Puigbalador - Font-rabiosa). Seguint aquesta carretera en direcció a Font-rabiosa, al cap de 650 metres es troba l'arrencament cap al sud de la carretera D - 32d (D - 32b, a Font-rabiosa - Esposolla), que mena a Esposolla en uns dos quilòmetres.

### Transport públic col·lectiu
Font-rabiosa no té cap mena de transport públic regular, llevat del transport a la demanda (TAD), que permet enllaçar amb Formiguera, per on passa la línia 261, la qual enllaça amb la 260 per tal d'anar cap a Perpinyà, i fa el traçat de Montlluís a Formiguera passant per la Llaguna, els Angles i Matamala. Cobreix tres serveis diaris en cada direcció, i un de sol el diumenge i dies de festa.

### Els camins del terme
Els camins del terme de Font-rabiosa que connecten indrets dins del terme propi són el Camí del Camp del Torn, el de la Caussina, el de la Devesa, el del Baquet, o de la Serra, el del Cirerol, el de les Closes, el del Planàs, el del Roc Roig, el dels Esquerrots, el dels Ibos, el dels Orris, el dels Solanets, el de Riutort, el de Vall de Galba, la Tira del Bac, o Camí de la Tira del Bac, la Tira del Bosc Negre, la Tira dels Clots de Caborler i la Tira dels Pasquers Reials. D'altra banda, els que comunicaven el terme de Font-rebiosa amb els termes i pobles veïns són el Camí de la Creu, abans Camí de Formiguera, el de la Portella de Botadiol, el de la Portella de Llorentí, el de la Portella d'Orlú, el del Coll de Terrers, la Carrerada, la Ruta, abans Camí de Real, la Ruta de Font-rabiosa i el Torn del Capcir.

## Activitats econòmiques
Una de les activitats econòmiques tradicionals de Font-rabiosa, encara avui dia, és l'explotació del bosc. L'agricultura ocupa poc més d'un centenar d'hectàrees, la major part dels quals són dedicades a prats i pastures, per la qual cosa l'activitat ramadera té també importància, amb un centenar de caps de boví i tres centenars d'oví. Els cereals, sobretot sègol, ocupen menys de 10 ha., i el conreu de patates, tan sols 4. Prop del poble hi ha un extens sector de pastures comunals. A migdia del poble hi havia unes importants mines d'ònix, l'explotació de les quals va permetre descobrir la Cova de Font-rabiosa. Avui dia ja no estan en explotació.
L'activitat turística no té la importància que té en els termes veïns, atès que a Font-rabiosa no ha cap estació d'esquí, i a penes hi ha oferta d'hostaleria en el terme.

## Història

### Edat mitjana
El lloc de Font-rabiosa és esmentat l'any 908, però en un document que s'ha demostrat que és fals, de Carles III de França, on confirmava la possessió de l'església en favor de l'abadia de Sant Jaume de Jocon (Occitània), juntament amb altres indrets del Capcir; aquesta possessió volia ser reafirmada al segle xiii o al XIV per la mateixa abadia per defensar-se de les pretensions annexionistes del monestir de Sant Miquel de Cuixà, a través del document falsificat. Es tracta d'un litigi existent en aquell moment entre el monestir de Cuixà, que dominava bona part del Capcir meridional, davant del de Jocon, fort la zona septentrional de la comarca.
El 1308 el senyor del lloc, Bernat de So, venia el territori de Font-rabiosa al rei Jaume II de Mallorca, però el 1317 li era retornat per Sanç de Mallorca pels serveis prestats, a més d'infeudar-li la justícia civil i el mer i mixt imperi. A canvi, havia de servir en host i cavalcada, jova i vigia el castell reial de Puigbalador. El 1335 aquest mateix Bernat de So fou creat vescomte d'Èvol, i Font-rabiosa romangué dins d'aquest vescomtat fins a la fi de l'Antic règim.
Esposolla fou sempre un agregat de Font-rabiosa, però al segle xiv hi consta com a senyor Guillem Ramon de So, també senyor de Rocafort, parent del vescomte d'Èvol, amo de la meitat dels delmes d'Esposolla i Galba.

## Demografia

### Demografia antiga
La població està expressada en nombre de focs (f) o d'habitants (h)
| 18 f | 10 f | 6 f | 52 f | 26 f | 330 h | 112 f | 138 h | 62 f |

(Fonts: Pélissier, 1986.)
Notes:
- 1378: dels quals, 6 f per a Esposolla;
- 1720 i 1788: per a Font-rabiosa i Esposolla;
- 1774: dels quals, 20 f per a Espouzouille, annexe de Fromiguères i 39 f per a Riotort, annexe de Fontrabiusa.

### Demografia contemporània
| Evolució de la població |      |      |      |      |      |      |      |      |
| 1793                    | 1800 | 1806 | 1821 | 1831 | 1836 | 1841 | 1846 | 1851 |
| 359                     | 346  | 386  | 313  | 419  | 397  | 383  | 359  | 336  |

| 1856 | 1861 | 1866 | 1872 | 1876 | 1881 | 1886 | 1891 | 1896 |
| ---- | ---- | ---- | ---- | ---- | ---- | ---- | ---- | ---- |
| 327  | 342  | 333  | 300  | 265  | 245  | 271  | 248  | 254  |

| 1901 | 1906 | 1911 | 1921 | 1926 | 1931 | 1936 | 1946 | 1954 |
| ---- | ---- | ---- | ---- | ---- | ---- | ---- | ---- | ---- |
| 89   | 89   | 96   | 72   | 76   | 91   | 107  | 109  | 134  |

| 1962 | 1968 | 1975 | 1982 | 1990 | 1999 | 2006 | 2007 | 2012 |
| ---- | ---- | ---- | ---- | ---- | ---- | ---- | ---- | ---- |
| 353  | 370  | 313  | 312  | 357  | 434  | 435  | 414  | 457  |

| 2015 |
| ---- |
| 132  |

Fonts: Ldh/EHESS/Cassini fins al 1999, després INSEE a partir deL 2004

### Evolució de la població

Població 1962-2008

## Administració i política

### Batlles
| Alcalde         | Període                       |
| --------------- | ----------------------------- |
| Pierre Bataille | Març del 2001 - Moment actual |

### Legislatura 2014 - 2020

#### Batlle
- Pierre Bataille.

#### Adjunts al batlle[11]
- 1a: Fabienne Devilliez
- 2a: Jacqueline Courtes
- 3a: Christine Fillols.

#### Consellers municipals
- Robert Auzolat
- Damien Castello
- Jean Crego
- Bruno Gresse
- Pauline Marcuello
- Edith Mestre
- Frédérique Vieujot.

### Adscripció cantonal

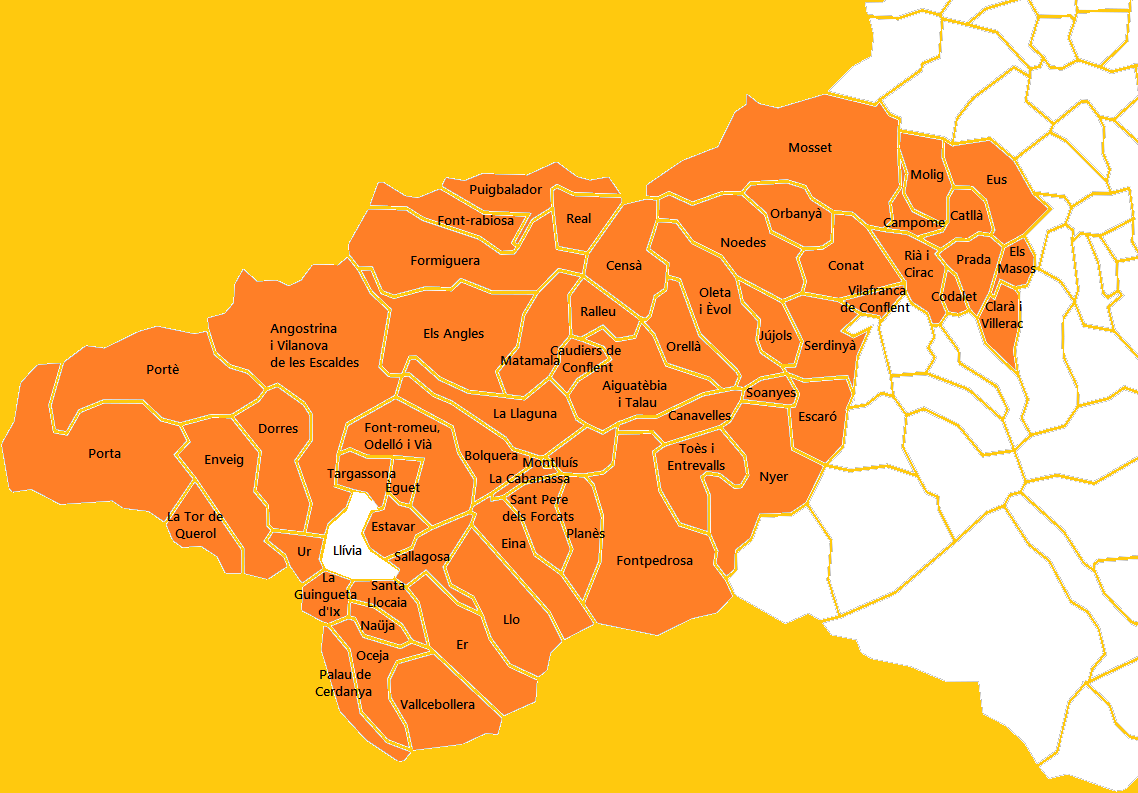
Mapa del Cantó dels Pirineus Catalans

A les eleccions cantonals del 2015 Formiguera ha estat inclòs en el cantó número 13, dels Pirineus Catalans, que inclou els pobles d'Angostrina i Vilanova de les Escaldes, Bolquera, Dorres, Èguet, Eina, Enveig, Er, Estavar, Font-romeu, Odelló i Vià, la Guingueta d'Ix, Llo, Naüja, Oceja, Palau de Cerdanya, Porta, Portè, Sallagosa, Santa Llocaia, Targasona, la Tor de Querol, Ur i Vallcebollera, de la comarca de l'Alta Cerdanya, els Angles, Font-rabiosa, Formiguera, Matamala, Puigbalador i Ral, de la del Capcir, i les viles de Montlluís, Prada i Vilafranca de Conflent i els pobles d'Aiguatèbia i Talau, la Cabanassa, Campome, Canavelles, Catllà, Caudiers de Conflent, Censà, Clarà i Villerac, Codalet, Conat, Escaró, Eus, Fontpedrosa, Jújols, la Llaguna, Els Masos, Molig, Mosset, Noedes, Nyer, Oleta i Èvol, Orbanyà, Orellà, Planès, Ralleu, Rià i Cirac, Sant Pere dels Forcats, Sautó, Serdinyà, Soanyes i Toès i Entrevalls, de la del Conflent, amb capitalitat a Prada. Són conselleres per aquest cantó Jean Castex i Hélène Josende, de la Unió de la Dreta.

### Serveis comunals mancomunats
Font-rabiosa forma part de la Comunitat de comunes dels Pirineus Catalans, amb capitalitat a la Llaguna, juntament amb Aiguatèbia i Talau, els Angles, Bolquera, la Cabanassa, Caudiers de Conflent, Censà, Eina, Font-romeu, Odelló i Vià, Font-rabiosa, Formiguera, la Llaguna, Matamala, Montlluís, Planès, Puigbalador, Ralleu, Real, Sant Pere dels Forcats i Sautó.

## Ensenyament i Cultura
Ni Font-rabiosa ni Esposolla no disposen actualment d'escola pública, atesa la poca població que hi resideix. Els infants d'aquesta comuna poden anar a l'escola maternal als Angles, Bolquera, la Cabanassa, Matamala, Montlluís o Rosa; pel que fa a l'escola primària, les poblacions on poden anar són els Angles, Formiguera, la Llaguna, Matamala, Montlluís o Queragut. Els col·legis per a cursar la secundària i els liceus per al batxillerat són els de Font-romeu.